# نونو (لاعب كرة قدم)
نونو (بالإسبانية: David Gónzalez Plata)‏ هو لاعب كرة قدم إسباني في مركز نصف الجناح، ولد في 28 مايو 1991 في بطليوس في إسبانيا. لعب مع رايو فايكانو ب ورايو فايكانو ونادي ألميريا ب ونادي جامعة مرسية.

## وصلات خارجية
- نونو (لاعب كرة قدم) على موقع قاعدة بيانات كرة القدم.إي يو (الإنجليزية)
- نونو (لاعب كرة قدم) على موقع Soccerway.com (الإنجليزية)
- نونو (لاعب كرة قدم) على موقع AS.com (الإسبانية)